# Arno Rafael Minkkinen
Arno Rafael Minkkinen (Helsinki, 4 giugno 1945) è un fotografo statunitense, di origini finlandesi.

## Biografia
Nel 1951 la sua famiglia emigrò negli Stati Uniti. Si è laureato in letteratura inglese al Wagner College di New York e nel frattempo ha iniziato ad interessarsi alla fotografia, studiando con John Benson. Successivamente proseguì con Harry Callahan e con Aaron Siskind, docenti presso la Rhode Island School of Design, dove conseguì il Master in fotografia nel 1974.
La notorietà di questo fotografo è dovuta essenzialmente ai suoi autoritratti che coi quali iniziò a fotografarsi immerso nei paesaggi più vari come egli stessi ha più vote spiegato in varie interviste. Il primo autoritratto risale al 1971 e da allora ha sempre continuato mettendosi a nudo.
Espose la sua prima mostra nel 1972 al Soho Photo Gallery di New York, cui seguirono molte altre in giro per il mondo, personali e collettive. Nel 1979 è nato suo figlio Daniel Hughes.

## Stile
Spesso si comincia con un’idea preconcetta. Può essere uno schizzo realizzato sul posto stesso o può essere ispirato da un tentativo fallito in precedenza, ma alla fine l'immagine viene guidata dalla realtà del luogo e della situazione in cui mi trovo. È lì che l'immagine deve essere creata, indipendentemente dalla "quantità" di pensiero che sia stato speso prima della sua realizzazione. È un altro motivo per cui mi considero un fotografo documentarista. Ciò che ho fotografato esisteva nella realtà. [...] Ero lì, nudo nel vento, a guardare il mondo girare. Tutte in bianconero, una parte delle sue immagini possono apparire surreali, alcune presentano una certa dose di rischio personale da parte del fotografo.
Per quarant'anni, Minkkinen ha fotografato sé stesso, talvolta con altri, più spesso da solo, dal 1971, sempre dentro a qualche paesaggio, dove il paesaggio assume la purezza della forma umana come un'umile porzione della grandezza della natura. [...] il mio corpo come un mezzo per esprimere che tipo di relazione intima esista tra noi e la Natura. "Quel che lascia stupiti della sua magistrale tecnica fotografica è che non esistono manipolazioni digitali o trucchi di camera oscura: nulla che non sia l'istante dell'autoscatto".

## Docente
Il lavoro di insegnante è stato ed è piuttosto impegnativo. Fin da quando fu assunto dall'Università del Massachusetts si impegnò per portare gli studenti in tour, denominato "Spirit Level", in Finlandia e in Russia nel 1988 e in Cecoslovacchia l'anno successivo. Una stabile collaborazione fu stabilita con il finlandese Istituto di design di Lahti nel 1996 per far viaggiare studenti finlandesi, americani e svizzeri attraverso l'Europa dell'est e la Russia per almeno tre settimane con lo stesso Minkinnen ed il capo del dipartimento di Lahti, Timo Laaksonen.
Successivamente, Minkinnen ha stabilito collaborazioni e workshop con l'Università Aalto di Helsinki, la Fondazione Studio Marangoni di Firenze nel 2010, la Bilder Nordic School of Photography di Oslo, la École supérieure d'arts et médias de Caen-Cherbourg nel 2012 e molti altri.

## Pubblicazioni
- Frostbite, Morgan & Morgan, Dobbs Ferry, New York, 1978 - ISBN 978-0-87100-143-6
- Waterline, con Michel Tournier, Aperture, 1994 - ISBN 978-0893815912
- Body Land, Motta Fotografia, Washington, 1999 - ISBN 978-1560988809
- Saga: The Journey of Arno Rafael Minkkinen, Chronicle Books, 2005 - ISBN 978-0811851466
- Balanced Equation, Lodima Press, 2011 - ISBN 978-1888899689
- Minkkinen, Kehrer, 2019 - ISBN 978-3-86828-922-0

## Collezioni
Tra le innumerevoli collezioni che possiedono sue opere si segnalano:
- Biblioteca nazionale di Francia
- Centro Georges Pompidou
- Fotografiska Museet, Stoccolma
- George Eastman House
- International Center of Photography, New York
- Kunsthaus di Zurigo
- Fratelli Alinari
- Museum of Modern Art
- National Gallery of Canada